# Brascada
La Brascada és un entrepà, farcit de carn de vedella, cuixot i ceba torrada. Juntament amb el xivito i l'almussafes, és un dels entrepans valencians amb nom propi.
L'entrepà es va crear a Don Ramón, local de Ramón Martínez Arolas. El van crear entre ell i Fernando El Uruguayo, un dels cuiners del restaurant.